# Jack Cartwright
Jack Sebastian Cartwright (Auchenflower, 22 de septiembre de 1998) es un deportista australiano que compite en natación, especialista en el estilo libre.
Participó en los Juegos Olímpicos de París 2024, obteniendo una medalla de plata en la prueba de 4 × 100 m libre.
Ganó cinco medallas en el Campeonato Mundial de Natación entre los años 2022 y 2024, y tres medallas de plata en el Campeonato Pan-Pacífico de Natación de 2018.
Estudió Ciencias de la Computación en la Universidad Griffith.

## Palmarés internacional
| Juegos Olímpicos        | Juegos Olímpicos   | Juegos Olímpicos | Juegos Olímpicos      |
| Año                     | Lugar              | Medalla          | Prueba                |
| ----------------------- | ------------------ | ---------------- | --------------------- |
| 2024                    | París (Francia)    | Medalla de plata | 4 × 100 m libre       |
| Campeonato Mundial      |                    |                  |                       |
| Año                     | Lugar              | Medalla          | Prueba                |
| 2022                    | Budapest (Hungría) | Medalla de oro   | 4 × 100 m libre mixto |
| 2022                    | Budapest (Hungría) | Medalla de plata | 4 × 100 m libre       |
| 2023                    | Fukuoka (Japón)    | Medalla de oro   | 4 × 100 m libre       |
| 2023                    | Fukuoka (Japón)    | Medalla de oro   | 4 × 100 m libre mixto |
| 2024                    | Doha (Catar)       | Medalla de plata | 4 × 100 m libre mixto |
| Campeonato Pan-Pacífico |                    |                  |                       |
| Año                     | Lugar              | Medalla          | Prueba                |
| 2018                    | Tokio (Japón)      | Medalla de plata | 100 m libre           |
| 2018                    | Tokio (Japón)      | Medalla de plata | 4 × 100 m libre       |
| 2018                    | Tokio (Japón)      | Medalla de plata | 4 × 200 m libre       |